# Olympische Winterspiele 2002/Teilnehmer (Argentinien)
| Gelbes Symbol für Goldmedaillen mit stilisierten Olympischen Ringen | Graues Symbol für Silbermedaillen mit stilisierten Olympischen Ringen | Braundes Symbol für Bronzemedaillen mit stilisierten Olympischen Ringen |
| ------------------------------------------------------------------- | --------------------------------------------------------------------- | ----------------------------------------------------------------------- |
| —                                                                   | —                                                                     | —                                                                       |

Argentinien nahm an den Olympischen Winterspielen 2002 im US-amerikanischen Salt Lake City mit elf Athleten, die in fünf Disziplinen antraten, teil.
Es war die 15. Teilnahme an Olympischen Winterspielen. Es konnte keine Medaille gewonnen werden.
Fahnenträger bei der Eröffnungsfeier war der Skifahrer Cristian Simari Birkner.

## Übersicht der Teilnehmer

### Biathlon
Frauen
- Natalia Lovece
7,5 km Sprint: 73. Platz
15 km Einzel: 69. Platz

Männer
- Ricardo Oscare
10 km Sprint: 81. Platz
20 km Einzel: 80. Platz

### Freestyle-Skiing
Männer
- Clyde Getty
Springen: 25. Platz

### Rodeln
Männer
- Marcelo González
Einsitzer: 43. Platz

- Rubén Oscar González
Einsitzer: 41. Platz

### Skeleton
Männer
- Germán Glessner
26. Platz

### Ski Alpin
Frauen
- Macarena Simari Birkner
Abfahrt: 34. Platz
Super-G: 31. Platz
Riesenslalom: 39. Platz
Slalom: Ausgeschieden
Kombination: 17. Platz

- María Belén Simari Birkner
Abfahrt: 35. Platz
Riesenslalom: 34. Platz
Slalom: 31. Platz
Kombination: 20. Platz

Männer
- Nicolás Arsel
Abfahrt: 52. Platz
Super-G: 30. Platz
Kombination: 23. Platz

- Agustín García Juro
Super-G: 32. Platz
Kombination: Ausgeschieden

- Cristian Simari Birkner
Abfahrt: Disqualifikation
Riesenslalom: 30. Platz
Slalom: 17. Platz
Kombination: Disqualifikation